# 资产测查补助
资产测查补助(means-testing benefits)是指鉴定福利申请者是否符合获得某项服务的资格的过程。在任何一個為民眾提供福利的社會來說，審查和資助的平衡往往是社區福利政策的爭論點：若審查不足，則會做成社會資源的濫用和浪費；可是，過於繁鎖的審助，一方面不單會使需要幫助的人卻步，另一方面可能會影響急需援助者的生計。